# Großderschau
Großderschau là một đô thị thuộc huyện Havelland, bang Brandenburg, Đức.